# Gare d'Erith
La gare d'Erith (en anglais : Erith railway station), est une gare ferroviaire de la North Kent Line (en), en zone 6 Travelcard. Elle  est située sur la Stonewood Road à Erith, dans le borough londonien de Bexley, sur le territoire du Grand Londres.
C'est une gare Network Rail desservie par des trains Southeastern.

## Situation ferroviaire
Établie à 8 mètres d'altitude, La gare de Erith est située sur la North Kent Line (en), entre les gares de Belvedere, en direction du terminus de Lewisham, et de Slade Green, en direction du terminus de la gare de Rochester (en). Elle dispose de deux voies encadrées par deux quais latéraux légèrement décalés.

Plans : de la ligne et du réseau des transports à Londres
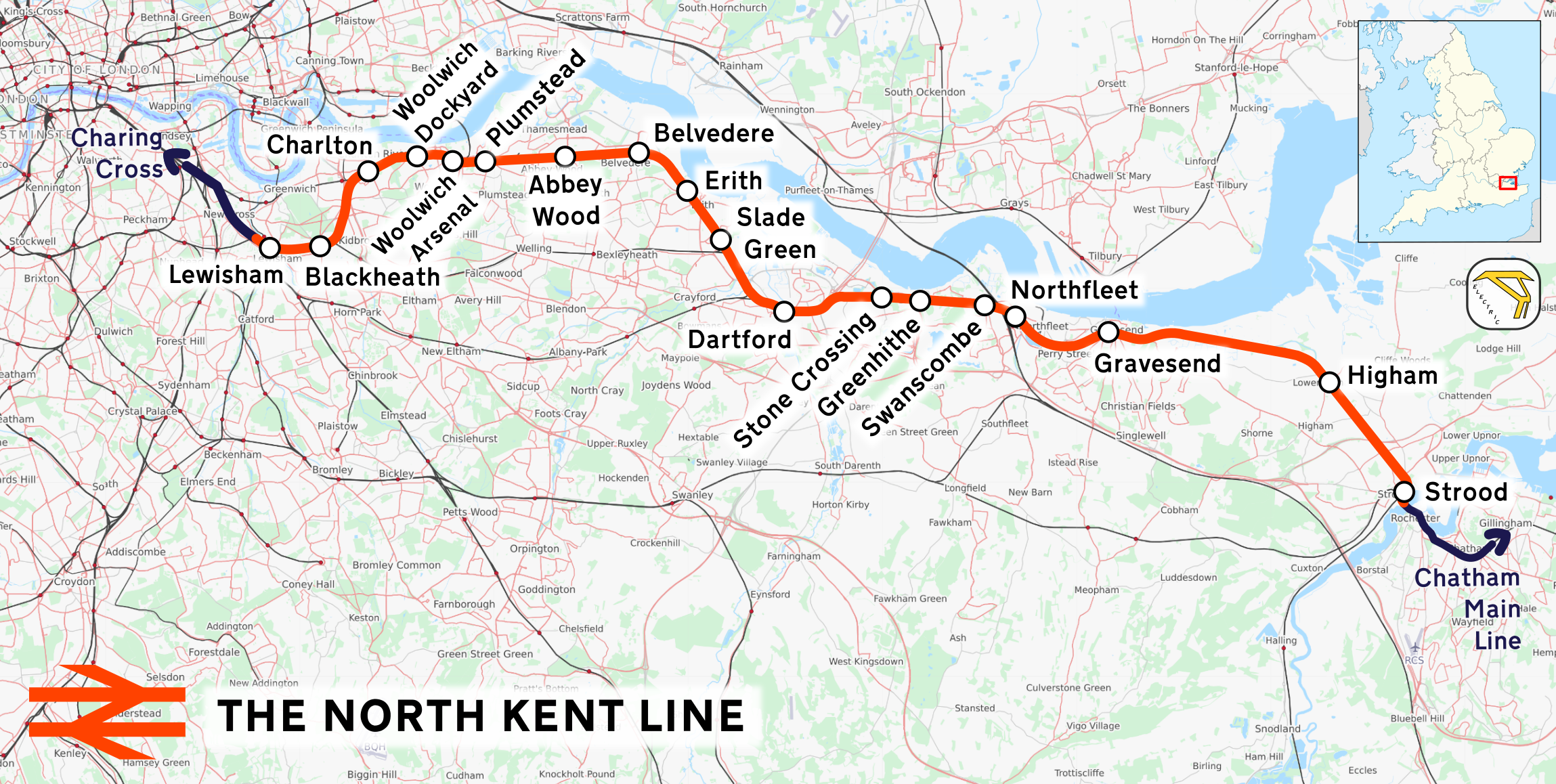
North Kent Line.
Réseaux de Londres.

## Histoire
La gare de Erith est mise en service le 30 juillet 1849.

## Service des voyageurs

### Accueil
La gare dispose d'une entrée principale sur la Stonewood Road à Erith.

### Desserte
La gare de Erith est desservie par : des trains Southeastern en provenance ou à destination des gares de : Cannon Street, Charing Cross, Dartford, Eltham et Sidcup.

Installations et desserte
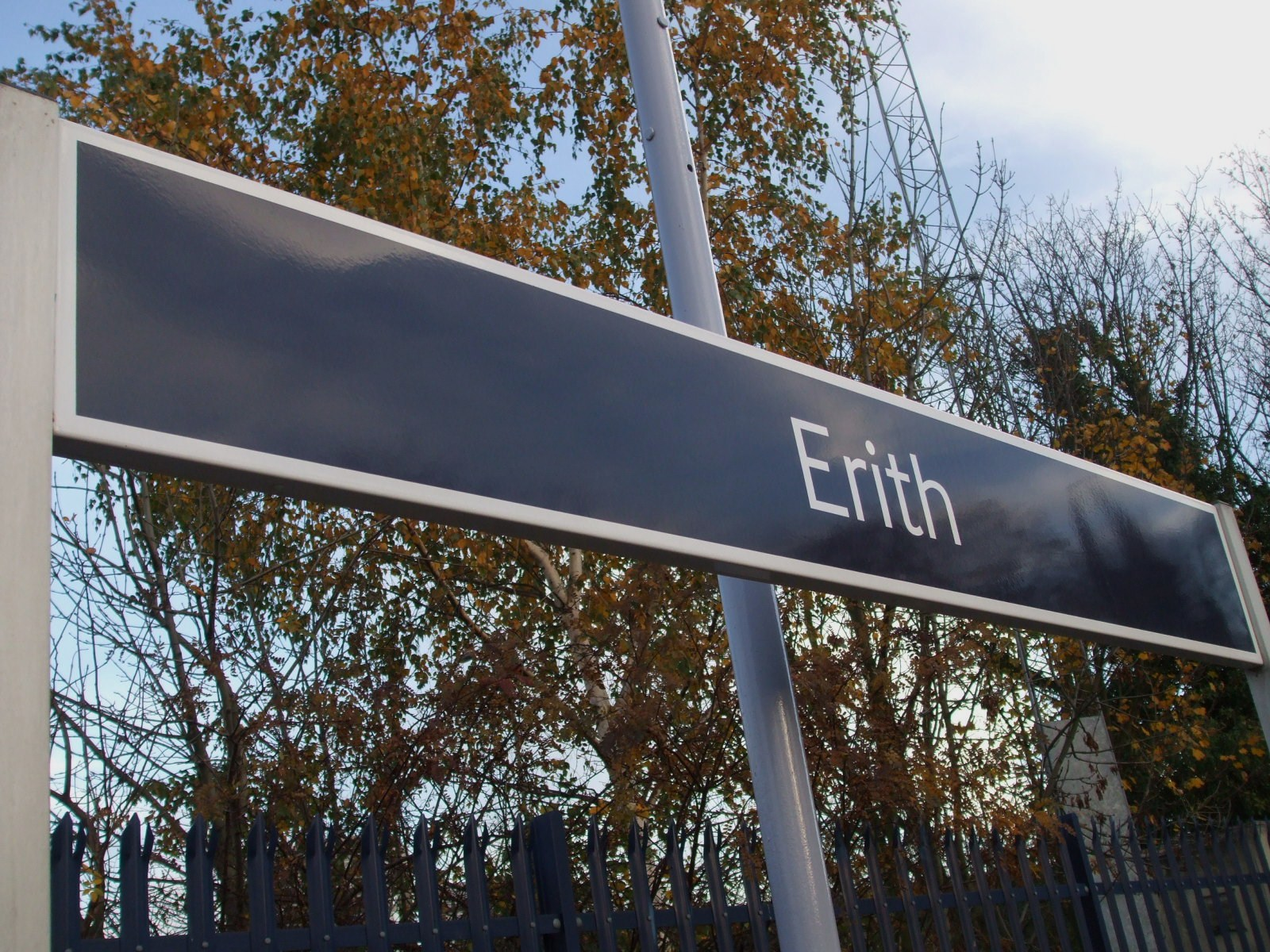
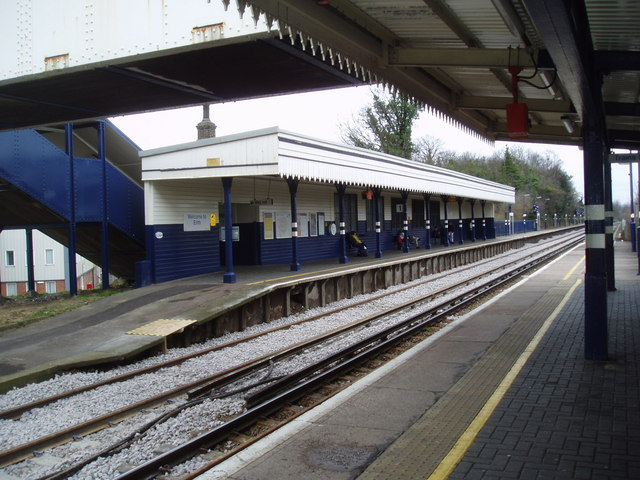
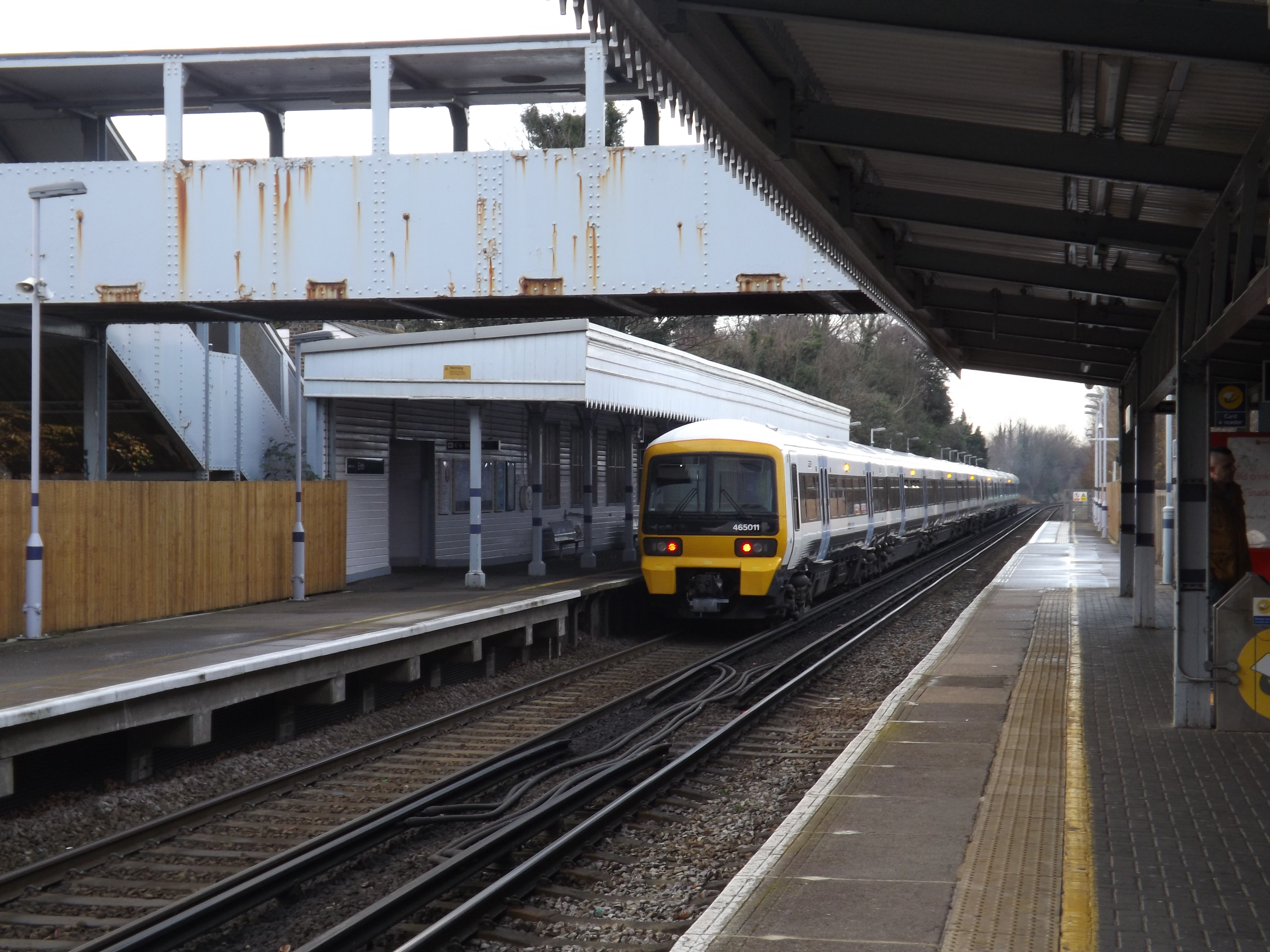
2014.

### Intermodalité
À environ 200 mètres à pied, un arrêt est desservi par des autobus de Londres des lignes : 99, 229, 428, 602, 669 et N89.